# Катастрофа DC-8 під Торонто
Катастрофа DC-8 під Торонто — велика авіаційна катастрофа, що сталася у середу 5 липня 1970 року. Пасажирський авіалайнер Douglas DC-8-63 канадського національного авіаперевізника Air Canada виконував плановий рейс AC621 за маршрутом Монреаль — Торонто — Лос-Анджелес, але при виконанні посадки на ЗПС № 32 міжнародного аеропорту імені Лестера Пірсона в Торонто через помилки екіпажу літак вдарився правим крилом об покриття ЗПС, унаслідок чого відірвався один із двигунів і було пошкоджено площину крила. Екіпаж перервав захід на посадку і знову підняв літак у повітря, намагавшись здійснити аварійну посадку в Торонто, але потім вибухнула ушкоджена площина крила разом з другим правим двигуном і лайнер, що втратив управління, впав на землю. Загинули всі 109 осіб, що знаходилися на його борту (100 пасажирів і 9 членів екіпажу).
На той момент катастрофа рейсу 621 за кількістю загиблих знаходилася на другому місці як в історії літака Douglas DC-8, так і в історії Канади, поступаючись за обома категоріями катастрофі DC-8, що відбулася в 1963 році під Монреалем (118 загиблих).

## Літак

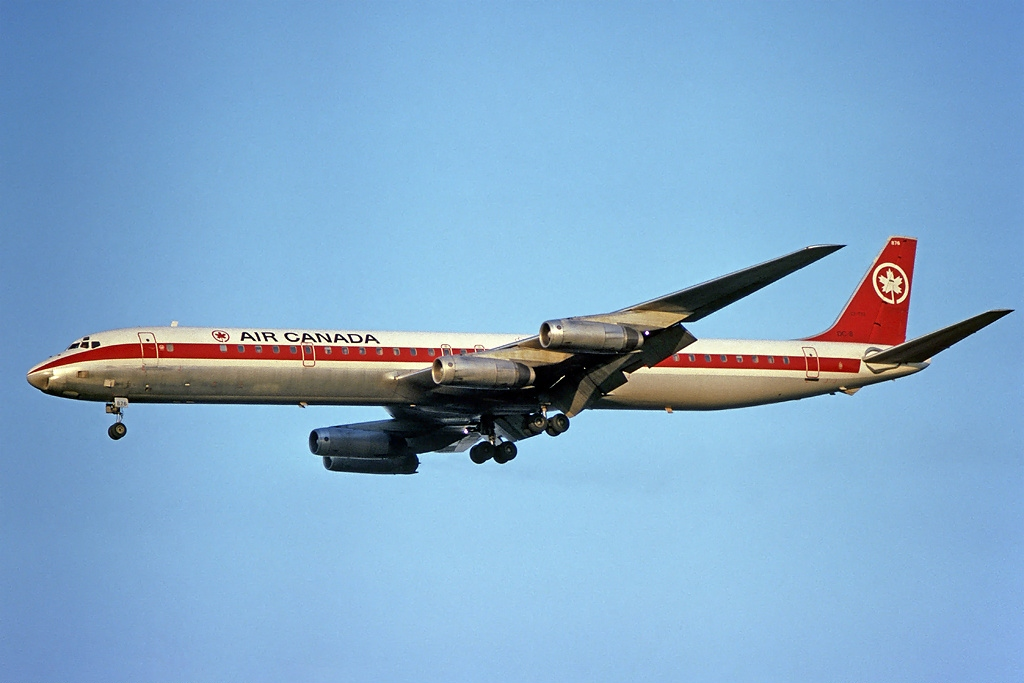
DC-8-63 авіакомпанії Air Canada, ідентичний до того, що зазнав катастрофи.

Douglas DC-8-63 (бортовий номер CF-TIW, заводський номер 46114, серійний 526) був випущений компанією «McDonnell Douglas Aircraft Corporation» 11 березня 1970 року (на момент катастрофи літака було всього 5 місяців). 29 квітня того ж року, після перевірочних польотів тривалістю 7 годин та отримання льотного сертифіката Федерального авіаційного управління США форми 8130-4, надійшов до канадської авіакомпанії Air Canada, у якій 30 квітня отримав реєстраційний номер CF-TIW та льотний номер 878 та з 19 травня почав експлуатуватися. Усі виявлені невеликі відхилення у роботі обладнання усувалися самої авіакомпанією. Перевірка технічних журналів показала, що лайнер експлуатувався відповідно до встановлених в Air Canada посібників з технічного обслуговування. Максимальна злітна маса літака становила 158 757 кілограмів, а максимальна посадкова маса — 111 130 кілограмів. На день катастрофи налітав 453 години, зокрема 83 години після останнього (4-го) планового обслуговування.
Лайнер був оснащений чотирма турбовентиляторними двигунами Pratt & Whitney JT3D-7, загальне напрацювання кожного з них на день катастрофи також складало 453 години.

## Екіпаж
Склад екіпажу рейсу AC621 був таким:
- Командир повітряного судна (КПС) — 50-річний Пітер К. Гамільтон (англ. Peter C. Hamilton). Дуже досвідчений пілот, пропрацював в авіакомпанії Air Canada 24 роки та 7 місяців (з 4 січня 1946 року). Керував літаками Lockheed Constellation[en], Canadair North Star[en], Vickers Vanguard[en] та Vickers Viscount[en]. Налітав 18 990 годин, 2899 з них на Douglas DC-8.
- Другий пілот — 40-річний Дональд Роуленд (англ. Donald Rowland). Досвідчений пілот, пропрацював в авіакомпанії Air Canada 12 років та 8 місяців (з 15 жовтня 1957 року). Керував літаком Douglas DC-3. Налітав 7103 годин, 5626 з них на Douglas DC-8.
- Бортінженер — 28-річний Гаррі Г. Хілл (англ. Harry G. Hill). Пропрацював в авіакомпанії Air Canada 2 роки та 9 місяців (з 18 вересня 1967 року). Налітав 1045 годин, всі на Douglas DC-8.

У салоні літака працювали 6 бортпровідників:
- Роберт Дж. Седіло (англ. Robert J. Cédilot), 29 років — старший бортпровідник.
- Жинетт М. Бертран (англ. Ginette М. Bertrand), 23 роки.
- Іоланда Дауст (англ. Yolande Daoust), 25 років.
- Сюзанна Діон (англ. Suzanne Dion), 23 роки.
- Деніз М. Гуле (англ. Denise M. Goulet), 22 роки.
- Хільдегунда Вечорек (англ. Hildegund Wieczorek), 24 роки.

## Хронологія подій
Douglas DC-8-63 борт CF-TIW виконував пасажирський рейс AC621 з Монреаля до Лос-Анджелеса з проміжною посадкою в Торонто. Рейс 621 вилетів з аеропорту Монреаля о 07:17 EDT, на його борту знаходилися 9 членів екіпажу та 100 пасажирів. Політ до Торонто пройшов у нормальному режимі та о 08:02 екіпаж почав виконувати захід на ЗПС № 32 аеропорту імені Лестера Пірсона в Торонто. Перед посадкою КПС та другий пілот обговорили, коли слід задіяти інтерцептори; командир вважав, що їх слід випускати відразу після доторку шасі до ЗПС, а другий пілот вважав, що їх треба випускати безпосередньо перед доторком до ЗПС.
Потужність двигунів була знижена за для підйому носової частини (щоб першими ЗПС торкнулися основні стійки шасі під крилами), після чого командир сказав: «Окей», та інтерцептори були повністю випущені. Висота над землею в цей момент становила 18 метрів, а випуск інтерцепторів призвів до того, що лайнер швидко втратив поступальну швидкість і зі зростаючою вертикальною швидкістю почав швидке зниження. Командир здивовано вигукнув, після чого збільшив потужність всіх двигунів до злітної та потягнув штурвал на себе, намагаючись уповільнити падіння. Другий пілот відразу вибачився за те, що трапилося, і прибрав інтерцептори, але через секунду (о 08:06:36) рейс AC621 з силою вдарився об злітну смугу, після чого через 1,5 секунди підскочив і знову піднявся у в повітря. При цьому від удару по ЗПС двигун № 4 (правий зовнішній) відірвався разом з пілоном, пошкодивши обшивку правої площини крила; також були пошкоджені паливні баки, в результаті авіапальне почало витікати, а потім спалахнуло. Незважаючи на відрив двигуна № 4, двигун № 3 (правий внутрішній) при цьому продовжував працювати нормально.
Лайнер піднявся до висоти 945 метрів, причому свідки на землі періодично спостерігали вогонь, що з'являвся у хвості літака. Другий пілот зв'язався з авіадиспетчером і доповів, що вони йдуть на друге коло, виконають політ по колу і хочуть здійснити аварійну посадку на ЗПС № 32. Однак злітна смуга була непридатна для посадки через уламки крила і двигуна № 4, що знаходилися на ній, тому екіпажу було дано вказівку виконувати посадку на сусідню ЗПС № 23. Екіпаж бачив за показаннями приладів, що зникла тяга двигуна № 4, але не знав, що той відірвався і сильно пошкодив крило. Літак почав виконувати розворот, коли о 08:09:15 (через 2 хвилини та 39 секунд після удару об ЗПС) у районі двигуна № 3 пролунав вибух. Потім через 5 секунд пролунав другий вибух у тому ж районі двигуна № 3, а ще через 3 секунди (о 08:09:23) пролунав звук металу, що рветься — відірвалася значна частина правої площини крила. Рейс AC621 увійшов у правий крен, опустив ніс і понісся вниз, і о 08:09:34 EDT на швидкості близько 407 км/год під крутим кутом і в глибокому правому крені врізався в землю за 11 кілометрів від аеропорту Торонто-Пірсон і при цьому повністю зруйнувався. Усі 109 осіб на його борту загинули.
На місці катастрофи були повсюди розкидані уламки літака, речі та тіла жертв. Також від удару ґрунт на місці падіння став дуже нерівним.

## Розслідування
Для розслідування катастрофи була створена слідча комісія. Рада опублікувала свій офіційний звіт 29 січня 1971 року, у якому писалось, що причина катастрофи є помилка пілота. Було надано вісім рекомендацій, у тому числі те, що важіль активації спойлерів має бути розроблений таким чином, щоб його не можна було активувати під час польоту DC-8, що виробник повинен посилити структурну цілісність крил DC-8 та паливний бак і що посібники з навчання та експлуатації Air Canada повинні роз'яснювати робочі процедури щодо встановлення та розгортання спойлера.

## Меморіал
30 липня 1970 року 52 жертви, 49 з яких було ідентифіковано, були поховані на цвинтарі Маунт-Плезент, а в травні 1971 року на цьому місці встановлено обеліск і кам'яний пам'ятник (ділянка 24-1), на якому вписано імена всіх 109 жертв. У 1979 році Air Canada додала додатковий меморіал на кладовищі.